# FFH-Gebiet Leineaue zwischen Hannover und Ruthe
Leineaue zwischen Hannover und Ruthe ist der Name eines als Fauna-Flora-Habita-Gebiets in der niedersächsischen Region Hannover und im Landkreis Hildesheim. Es überschnitt sich mit den Naturschutzgebieten Leineaue zwischen Ruthe und Koldingen (NSG HA 203) und Alte Leine (NSG HA 191) und Teilen des Landschaftsschutzgebietes Obere Leine. Seit dem 29. April 2021 ist das FFH-Gebiet national als Naturschutzgebiet Leineaue zwischen Hannover und Ruthe gesichert.

## Fauna-Flora-Habitat-Gebiet
Das 967,84 ha große FFH-Gebiet Leineaue zwischen Hannover und Ruthe mit der Natura 2000-Kennung DE3624-331 liegt am Unterlauf der Leine. Die Ausweisung wurde im Januar 2005 vorgeschlagen und im November 2007 bestätigt.
Das FFH-Gebiet ist geprägt durch Auwaldreste und von Hochstaudenfluren begleitete Fließgewässerabschnitte der Leine und Alten Leine, durch Bodenabbau entstandene Stillgewässer mit zum Teil gut ausgeprägter Wasservegetation, Terrassenkanten mit Kalktuffquellen sowie Grünland und Äcker. Teilweise handelt es sich um Wassergewinnungsgelände und potenzielle Jagdlebensräume der Wochenstubenkolonien des Großen Mausohrs in Rössing und bei Hildesheim.
Die vertretenen Lebensraumtypen sind:
- Kalktuffquellen
- Feuchte Hochstaudenfluren
- Magere Flachland-Mähwiesen
- Erlen-, Eschen- und Weichholzauwälder
- Hartholzauwälder
- Sternmieren-Eichen-Hainbuchenwälder
- Waldmeister-Buchenwälder
- Fließgewässer mit flutender Wasservegetation
- Natürliche und naturnahe nährstoffreiche Stillgewässer mit Laichkraut- oder Froschbiss-Gesellschaften.

Vertretene Tierarten sind:
- Biber
- Fischotter
- Großes Mausohr
- Kammmolch